# Alberto da Silveira
Alberto Carlos da Silveira OA • GOA • GCA • MOCE (Lagos, 23 de Fevereiro de 1859 — Lisboa, 22 de Abril de 1927), foi um militar e político português. Atingiu a patente de general em 1918, tendo exercido como Ministro da Guerra, e deputado nas Constituintes de 1911 e eleições de 1925.

## Biografia
Nasceu na antiga Freguesia de Santa Maria, na cidade de Lagos, em 23 de Fevereiro de 1859, filho de Emília Carolina da Silveira e de Francisco Alberto da Silveira.
Em 1882, terminou o curso da Arma de Artilharia da Escola Militar, sendo promovido a Alferes. Atingiu os postos de tenente em 1884, capitão em 1890, major em 1907, tenente-coronel em 1911, coronel em 1913, e a general em 1918.
Aquando da Proclamação da República Portuguesa, comandava o Grupo N.º 2 do Campo Entrincheirado de Lisboa, passando a desempenhar o cargo de comandante da Polícia de Lisboa. Apoiante da República, filiou-se no Partido Unionista. Foi nomeado três vezes para ministro da Guerra, deputado às Constituintes de 1911 pelo Círculo de Silves, membro do Senado da República, deputado pelo Círculo de Lisboa nas eleições de 1925 e vogal do Supremo Tribunal de Justiça Militar.

### Morte
Faleceu na cidade de Lisboa, em 22 de Abril de 1927.

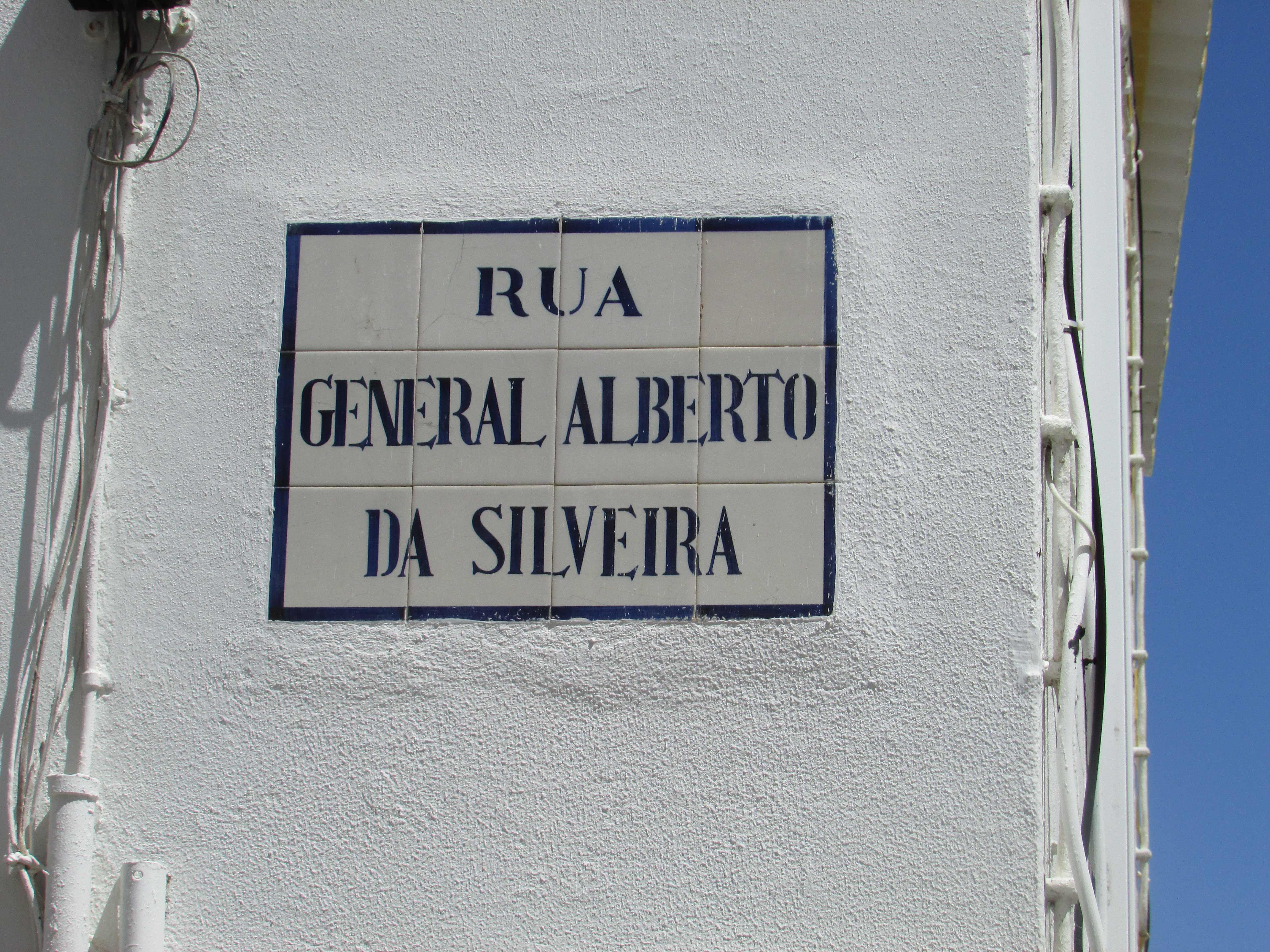
Placa da Rua General Alberto da Silveira, em Lagos

## Prémios e homenagens
Foi homenageado com uma Espada de Honra pelo seu desempenho como comandante de Polícia de Lisboa, com o grau de Oficial da Ordem Militar de São Bento de Avis, e com a Medalha Militar de Ouro de Comportamento Exemplar. A 15 de Fevereiro de 1919 foi feito Grande-Oficial da Ordem Militar de São Bento de Avis e a 31 de Dezembro de 1920 foi elevado a Grã-Cruz da mesma Ordem. Em 12 de Dezembro de 1929, a Câmara Municipal de Lagos alterou o nome da Rua da Cadeia para Rua General Alberto Silveira.